# Alina Schulz
Alina Schulz (* 1991) ist eine deutsche Journalistin. Seit Oktober 2019 ist sie Reporterin für das funk-Format Y-Kollektiv.

## Leben und Karriere
Nach dem Bachelorabschluss in Journalistik an der Macromedia Hochschule in Köln arbeitete sie in London unter anderem für Twitter und PopSugar einem Popkultur Blog der Vox Media und im Online- und Social-Media-Bereich.
Von Januar 2017 bis Dezember 2018 besuchte sie die RTL Journalistenschule für TV und Multimedia in Köln und New York City. Nach dem Abschluss arbeitete sie als freie Redakteurin für die N-tv-Nachrichten, die Vox-Nachrichten und freie Reporterin für das Y-Kollektiv.
Seit Oktober 2019 ist sie festangestellte Journalistin der Sendefähig GmbH, arbeitet als Reporterin für die Redaktion Y-Kollektiv, seit 2020 auch als Chefin vom Dienst, sowie für das Reportageformat „Rabiat“ von Radio Bremen, die Erweiterung des „Y-Kollektivs“ ins Fernsehen.
Für ihre mit dem „Axel-Springer-Preis für jungen Journalismus“ ausgezeichnete Video-Reportage  auf Funk.net über ungewollte Nacktfotos im Netz recherchierte Alina Schulz ein halbes Jahr in der sogenannten „Exposer-Szene“ auf den meistbesuchten Pornoseiten Deutschlands und spürte Täter auf. Sie traf betroffene Frauen, die z. T. erst durch sie davon erfuhren, und sprach mit mutmaßlichen Tätern, um deren Motive zu ergründen. Ihre Reportage bewirkte auch, dass die Strafverfolgung aufgenommen wurde. Sie ging von dem Phänomen „revenge porn“ aus, stellte bei der Recherche jedoch fest, dass das Phänomen viel größer ist. Plattformen wie XHamster hätten auf ihre Anfrage nicht reagiert, nur Tumblr habe dafür gesorgt, dass entsprechende Inhalte auf „Tumbex“ nicht mehr abrufbar sind.

## Auszeichnungen
- 2021: Axel-Springer-Preis für junge Journalisten[7]